# Хандакутэн
Хандакутэн (яп. 半濁点), также ханнигори (яп. 半濁り) или мару (яп. 丸), — диакритический знак в японской слоговой азбуке кана, который используется для замены глухих согласных слога х- на п-. Применяется как в хирагане, так и в катакане. В текстах, написанных до 1867 года, обычно опускался. Встречается также добавление его к знаку «и» (яп. い) для передачи одиночного согласного «в»: яп. い゜.

## Примеры
«хлеб» (яп. パン пан).

## Использование
| катакана |       |
| ハ ха    | パ па |
| ヒ хи    | ピ пи |
| フ фу    | プ пу |
| ヘ хэ    | ペ пэ |
| ホ хо    | ポ по |

| хирагана |       |
| は ха    | ぱ па |
| ひ хи    | ぴ пи |
| ふ фу    | ぷ пу |
| へ хэ    | ぺ пэ |
| ほ хо    | ぽ по |